# Musica mizrahì
La musica mizrahì (in ebraico מוזיקה מזרחית‎?, traslitterabile in muzika mizrahit) è un genere musicale diffuso in Israele.
La musica mizrahì combina elementi e sapori tipici della musica araba, turca e greca con i ritmi e le melodie della musica degli ebrei mizrahì. Di solito le canzoni mizrahì sono cantate in ebraico ma molto spesso combinano testi in arabo o in lingue di paesi che hanno ospitato importanti comunità ebraiche. Infatti letteralmente il termine mizrahi in ebraico significa orientale, o proveniente dall'est.
Le tipiche canzoni mizrahi hanno melodie nelle quali predominano il violino o, più in generale, gli archi così come anche le percussioni tipiche del medio oriente.
Oggigiorno la musica mizrahì ricopre un ruolo rilevante nel panorama musicale di Israele, sebbene fino agli anni '70 l'industria della musica israeliana fosse indirizzata e dominata dalla musica occidentale. Le migrazioni di comunità ebraiche provenienti dal Medio oriente e dal Maghreb hanno permesso dapprima l'introduzione e successivamente il radicamento della musica mizrahi in Israele, facendola diventare componente importante della cultura musicale israeliana. Il primo festival internazionale di musica mizrahì è l'Arisa party, presentato nel 2012 dal modello Eliad Cohen.

## Cantanti mizrahì
- Jo Amar
- Zohar Argov
- Avihu Medina
- Daklon
- Haim Moshe
- Zion Golan
- Ofra Haza
- Shimi Tavori
- Eyal Golan
- Sarit Hadad
- Omer Adam
- Moshik Afia
- Dudu Aharon
- Zehava Ben
- Amir Benayoun
- Gad Elbaz
- Dana International
- Yishai Levi
- Miri Mesika
- Ninet Tayeb
- Bo'az Ma'uda
- Lior Narkis
- Avi Peretz
- Kobi Peretz
- Moshe Peretz
- Nasreen Qadri
- Yehuda Saado
- Shlomi Shabat
- Pe'er Tasi
- Margalit Tzan'ani
- Idan Yaniv
- Kobi Oz
- Eden Ben Zaken